# Pier Matteo Petrucci
Pier Matteo Petrucci COr (ur. 20 maja 1636 w Jesi, zm. 5 lipca 1701 w Montefalco) – włoski kardynał.

## Życiorys
Urodził się 20 maja 1636 roku w Jesi, jako syn Giambattisty Petrucciego i Aurelii Stelli. Studiował na Uniwersytecie w Maceracie, gdzie uzyskał doktorat utroque iure. 2 lutego 1661 roku złożył profesję wieczystą w zakonie filipinów, a 14 marca przyjął święcenia kapłańskie. 14 kwietnia 1681 roku został wybrany biskupem Jesi, a sześć dni później przyjął sakrę. 2 września 1686 roku został kreowany kardynałem prezbiterem i otrzymał kościół tytularny San Marcello. Jego publiczna debata z jezuitą Paolem Segnerim, w której Petrucci bronił kwietyzmu, doprowadziła do oskarżenia kardynała o herezję. Inkwizycja potępiła 45 tez spośród jego twierdzeń, czemu Petrucci niezwłocznie się podporządkował. W 1691 roku zrezygnował z zarządzania diecezją. W latach 1694–1695 był kamerlingiem Kolegium Kardynałów. Zmarł 5 lipca 1701 roku w Montefalco.